# Церква Успіння Пресвятої Богородиці (Прошова)
Церква Успіння Пресвятої Богородиці в Прошовій — парафія і храм греко-католицької громади Великоберезовицького деканату Тернопільсько-Зборівської архієпархії Української греко-католицької церкви в селі Прошова Тернопільського району Тернопільської области.

## Історія церкви
Дві перші дерев'яні церкви в селі згоріли під час татарських нападів, через що парафіяни змушені були ходити на богослужіння за 7 км до Микулинців. У 1700 році була збудована нова мурована церква Успення Пресвятої Богородиці. Через сім років, у 1707 році, біля неї спорудили дзвіницю з тесаного каменю.
З 1939 по 1945 рік парохом був о. Василь Станимир, який відмовився перейти в РПЦ. У березні 1950 року його разом з родиною заарештували та заслали в Тюменську область. Повернувшись у 1959 році, о. Станимир продовжив підпільне служіння.
Під час хрущовського наступу на релігію церкву закрили, і віруючі ходили на служби до сусіднього села Скоморохи. Духовне відродження почалося у 1988 році, коли влада дозволила відкрити церкву, щоправда в підпорядкуванні РПЦ. У 1991 році парафія була офіційно затверджена як греко-католицька. Парафіяни повернули церковні речі та пожертвували кошти на ремонт храму.
У 1991 році, з приходом о. Василя Собчука, почало діяти братство Матері Божої Неустанної Помочі.
Парафіяни, зокрема Зіновій Гарник та Роман Підлісний, були ініціаторами спорудження символічної могили Українським Січовим Стрільцям та воїнам УПА.
У 2001 році з великим духовним піднесенням було відсвятковано 300-ліття святині та освячено капличку Святої Покрови на честь 10-ї річниці незалежності України. Також біля джерела, де щороку на Водохреща освячують воду, розташована капличка Матері Божої.
У 2011 році парафію відвідав владика Василій Семенюк, який освятив у храмі престол.
Парафія має статус відпустового місця на честь Христа Чоловіколюбця.

## Парохи
- о. Йосип Варапучинський (1841—?),
- о. Юліан Сироїчковський,
- о. Євген Лопатинський,
- о. Василь Станимир (1939—1945),
- о. Микола Козар,
- о. Василь Собчук (1991—2003),
- о. Йосип Янішевський (2003—2013),
- о. Михайло Рудак (з листопада 2013).